# Vladimer Oegrechelidze
Vladimer Nestorovitsj Oegrechelidze (Georgisch: ვლადიმერ უგრეხელიძე; Russisch: Владимир Несторович Угрехелидзе) (Tbilisi, 18 augustus 1939 - Tbilisi, 3 februari 2009) is een voormalig basketbalspeler, die speelde voor de Sovjet-Unie op de Olympische Spelen.

## Carrière
Oegrechelidze begon zijn loopbaan bij Boerevestnik Tbilisi. In 1958 ging hij spelen bij Dinamo Tbilisi. Met Dinamo won hij in 1968 het landskampioenschap van de Sovjet-Unie. In Europa won Oegrechelidze de grootste prijs in 1962. Met Dinamo won hij de FIBA European Champions Cup door in de finale te winnen van Real Madrid uit Spanje met 90-83. In 1974 stapte hij over naar Sinatle Tbilisi. In 1960 won Oegrechelidze met het Nationale team van de Sovjet-Unie, zilver op de Olympische Spelen en in 1963 won hij brons op het wereldkampioenschap. Oegrechelidze won één keer goud op het Europees kampioenschap in 1961.

## Erelijst
- Landskampioen Sovjet-Unie: 1
  - Winnaar: 1968
  - Tweede: 1960, 1961, 1969
  - Derde: 1965
- Bekerwinnaar Sovjet-Unie: 1
  - Winnaar: 1969
  - Runner-up: 1973
- FIBA European Champions Cup: 1
  - Winnaar: 1962
  - Runner-up: 1960
- European Cup Winners' Cup:
  - Runner-up: 1969
- Olympische Spelen:
  - Zilver: 1960
- Wereldkampioenschap:
  - Brons: 1963
- Europees kampioenschap: 1
  - Goud: 1961